# Alexandr Dambayev
Alexandr Dambayev (en ruso: Александр Дамбаев; 16 de junio de 1989) es un deportista ruso que compitió en tiro con arco, en la modalidad de arco compuesto.
Ganó dos medallas en el Campeonato Mundial de Tiro con Arco al Aire Libre de 2013, tres medallas en el Campeonato Europeo de Tiro con Arco al Aire Libre entre los años 2010 y 2016, y una medalla en el Campeonato Europeo de Tiro con Arco en Sala de 2017.

## Palmarés internacional
| Campeonato Mundial al Aire Libre | Campeonato Mundial al Aire Libre | Campeonato Mundial al Aire Libre | Campeonato Mundial al Aire Libre |
| Año                              | Lugar                            | Medalla                          | Prueba                           |
| -------------------------------- | -------------------------------- | -------------------------------- | -------------------------------- |
| 2013                             | Belek (Turquía)                  | Medalla de plata                 | Equipo mixto                     |
| 2013                             | Belek (Turquía)                  | Medalla de bronce                | Individual                       |
| Campeonato Europeo al Aire Libre |                                  |                                  |                                  |
| Año                              | Lugar                            | Medalla                          | Prueba                           |
| 2010                             | Rovereto (Italia)                | Medalla de oro                   | Equipo                           |
| 2014                             | Echmiadzin (Armenia)             | Medalla de plata                 | Equipo mixto                     |
| 2016                             | Nottingham (Reino Unido)         | Medalla de plata                 | Equipo                           |
| Campeonato Europeo en Sala       |                                  |                                  |                                  |
| Año                              | Lugar                            | Medalla                          | Prueba                           |
| 2017                             | Vittel (Francia)                 | Medalla de bronce                | Equipo                           |